# Albert Booth
Albert Edward Booth (* 28. Mai 1928 in Winchester in England; † 6. Februar 2010 in Beckenham) war ein britischer Politiker.

## Biografie

### Berufliche Laufbahn und Unterhausabgeordneter
Booth, Sohn eines Handwerkers, besuchte zunächst die St. Thomas’ School in Winchester und nach dem Umzug der Familie nach South Shields die dortige Marineschule sowie das Rutherford College of Technology. Bereits im Alter von 15 Jahren wurde er 1943 politisch in der Jugendliga der Labour Party (Labour League of Youth, LLY) aktiv und bald Mitglied des Nationalen Konsultativkomitees der YLL. Hauptberuflich war er wie sein Vater zunächst als Handwerker tätig, ehe er 1951 eine hauptberufliche Tätigkeit für die Labour Party als Wahlkampfagent begann.
Anschließend war er von 1952 bis 1964 Sekretär im Wahlkreisbüro der Labour Party in Tynemouth. In dieser Funktion war er von 1962 bis 1965 auch Mitglied des Rates des Metropolitan Borough North Tyneside. 1964 wurde er Vorsitzender des Gewerkschaftsbundes von Tynemouth.
Seine landesweite politische Tätigkeit begann Booth 1964, als er zum Kandidaten der Labour Party im Wahlkreis Tynemouth wurde. Bei den Wahlen zum Unterhaus unterlag er aber der konservativen Abgeordneten des Wahlkreises Irene Ward deutlich mit 25.894 zu 33.894 Stimmen. Gleichwohl war dies ein Achtungserfolg gegen Irene Ward, der späteren Baroness Ward of North Tyneside, die bei ihrem Ausscheiden aus dem Unterhaus 1974 das weibliche Unterhausmitglied mit der längsten Amtszeit war. Aus diesem Grund wurde Booth nach dem Rücktritt von Walter Monslow 1966 Kandidat in dem für die Labour Party sicheren Wahlkreis Barrow-in-Furness.
Bei den Unterhauswahlen 1966 gewann er gegen den Kandidaten der Conservative Party, den im Wahlkreis bekannten Manager einer Erdölgesellschaft Richard Rollins, klar mit 23.485 zu 15.453 Wählerstimmen. Als Abgeordneter des Unterhauses wurde er Mitglied der sogenannten Tribune Group, eines weit links stehenden Flügels der Labour Party und ein enger Vertrauter von Michael Foot, dem späteren Vorsitzenden der Labour Party.
Nach nur vierjähriger Mitgliedschaft im Unterhaus wurde er nach der Wahlniederlage der Labour Party 1970 Vorsitzender des einflussreichen Sonderausschusses für Ermächtigungsverordnungen (Select Committee on Statutory Instruments), einer Position, die wie das Amt des Vorsitzenden des Rechnungsprüfungsausschusses (Public Accounts Committee) traditionell von einem Vertreter der Opposition wahrgenommen wird. Zugleich wurde er vom bisherigen Premierminister und jetzigen Oppositionsführer zum Sprecher für Handel und Industrie ernannt und damit zum Mitglied von Wilsons Schattenkabinett.
Nach dem unerwarteten Wahlsieg der Labour Party bei der Unterhauswahl im Februar 1974 war es selbstverständlich, dass Premierminister Wilson ihn zum Staatsminister im Arbeitsministerium berief, welches von Booths Freund und Mentor Michael Foot geleitet wurde. Dabei erwies sich Booth als hervorragender Vertreter Foots in Angelegenheiten des Parlaments sowie auf Konferenzen der Labour Party.
In seine Zuständigkeit fielen zu dieser Zeit zahlreiche Angelegenheiten wie die der Bauarbeiter, der Wohnwagenindustrie, Maßnahmen zur Bekämpfung der Inflation (Counter-Inflation), Arbeitnehmerschutz, Fischereiindustrie, Streitigkeiten zwischen Industrien, die Erweiterung des London Heathrow Airport, Mutterschutz und Erziehungsurlaub, Ehegattenzuschläge für Beschäftigte des öffentlichen Dienstes, Stabilisierung neuer Märkte, Pensionsansprüche von Beschäftigten, Einzelhandelspreise, Wahlen bei Gewerkschaften, ungerechtfertigte Entlassungen, Löhne und Gehälter sowie Situation in der Baumwolltextilindustrie. Dabei gelang es ihm durch seine Detailkenntnisse auch schwierige Verhandlungen wie über das Arbeitsschutzgesetz (Employment Protection Bill) mit dem damaligen Oppositionssprecher für Arbeit, Leon Brittan, zu führen.

### Arbeitsminister und Ausscheiden aus der Politik
Als nach dem plötzlichen Rücktritt von Premierminister Wilson im April 1976 Arbeitsminister Foot als aussichtsreicher Nachfolger galt, unterstützte Booth seinen Mentor als Kampagnenmanager. Stattdessen wurde jedoch der bisherige Außenminister James Callaghan neuer Premierminister, während Foot von diesem zum Fraktionsvorsitzenden (Leader of the House of Commons) berufen wurde. Bei der Bildung des Kabinetts berief Callaghan daraufhin Booth zum Arbeitsminister (Secretary of State for Employment) und gab ihm damit den Vortritt vor Energieminister Tony Benn.
Dabei erwies sich Booth auch Callaghan gegenüber als loyaler Unterstützer bei den Verhandlungen zur sozialverträglichen Einkommenspolitik mit dem Dachgewerkschaftsbund (Trades Union Congress, TUC). Seine Loyalität wurde insbesondere dadurch verstärkt, dass die Gewerkschaft der Industrie- und Elektrizitätsarbeiter (Amalgamated Engineering and Electrical Union, AUEW) einige Jahre zuvor die Handwerkergewerkschaft (Draftman’s Trade Union) übernommen hatte, die der Politik von Callaghan und Schatzkanzler Denis Healey äußerst kritisch gegenüberstand. Andererseits vertrat er trotz eigener Bedenken auch die von Callaghan eingeleitete Politik der Kürzungen bei öffentlichen Ausgaben loyal.
Nach der Wahlniederlage der Labour Party 1979 gegen die Konservativen unter Margaret Thatcher wurde Booth von Callaghan in dessen Schattenkabinett als Verkehrsminister (Shadow Transport Secretary) berufen und gehörte diesem bis 1983 an. In dieser Funktion berief er auch den späteren Minister und EU-Kommissar Peter Mandelson als Forschungsassistent (Researcher) in seinen Beraterstab.
Als bei den Unterhauswahlen 1983 die Labour Party erneut eine schwere Wahlniederlage erlitt und weitere 60 Unterhausmandate verlor, gehörte auch Booth zu den Wahlverlierern. Seine Stimmenmehrheit von 7.741 Stimmen bei der Unterhauswahl verlor er gegenüber seinem konservativen Herausforderer Cecil Franks.
Nach seinem Ausscheiden aus dem Unterhaus wurde er Verwaltungsdirektor bei der Personentransportgesellschaft von South Yorkshire (South Yorkshire Passenger Transport Executive). Zwischen 1983 und 1984 war er zugleich Schatzmeister (Treasurer) der Labour Party.
Bei den Unterhauswahlen 1987 kandidierte er als Vertreter der Labour Party im Wahlkreis Warrington South. Nachdem er jedoch auch diesmal den Wiedereinzug in das House of Commons verpasst hatte, zog er sich vollständig aus der Politik zurück und lebte bis zu seinem Tod in Beckenham.
Booth starb am 6. Februar 2010 und damit etwas weniger als einen Monat vor seinem langjährigen Freund und Mentor Michael Foot, der am 3. März 2010 verstarb.